# Durch die Wüste (Film)
Durch die Wüste ist ein deutscher Spielfilm von Johann Alexander Hübler-Kahla aus dem Jahr 1936 nach dem gleichnamigen Roman von Karl May. Durch die Wüste war der erste Karl-May-Tonfilm. Fred Raupach ist in der Hauptrolle als Kara Ben Nemsi zu sehen.

## Handlung
Auf dem Weg durch die Wüste in die heilige Stadt El Azar treffen Kara Ben Nemsi und Hadschi Halef Omar auf die Überreste eines von dem Verbrecher Abu Seif Ermordeten. Kara Ben Nemsi beschließt, den Mörder zu entlarven. Nachdem er einer Falle in den großen Salzseen glücklich entkommen ist, verkleidet er sich als Arzt und sein Ruf dringt bis zu dem reichen Ibrahim Mamur vor, dessen Lieblingsfrau Senitza schwer erkrankt ist.
Bei Mamur angekommen entdeckt Kara jedoch, dass dieser niemand anderes ist, als der Verbrecher Abu Seif, der Senitza auch noch von Halefs Freund Scheich Malek geraubt hat. Kara Ben Nemsi entführt nun wiederum Senitza und bringt sie auf gefahrvollem Weg zu Scheich Malek zurück, wird jedoch bei der Weiterfahrt von Abu Seif auf dem Meer überfallen und kann sich während eines Sturmes nur mühsam mit Halef an Land retten.
Bei der Weiterreise durch die Wüste ist das einzige Wasserloch von Abu Seif gesprengt worden und Kara und Halef sind fast am Verdursten, als sie in letzter Minute von Senitza gefunden und gerettet werden. Der dankbare Scheich Malek schenkt Kara Ben Nemsi den Rappen Rih. Halef reitet inzwischen mit Maleks Tochter Hanneh los, um heiliges Wasser aus der Stadt El Azar zu holen, was Abu Seif Maleks Stamm bisher verwehrt hat. Kara Ben Nemsi folgt den beiden heimlich in der Nacht und will sich ebenfalls in die heilige Stadt schleichen, wird jedoch von Senitza entdeckt, die ihn vor den dortigen Gefahren als Ungläubigen warnt. Prompt wird Kara in der Stadt von Abu Seif erkannt und muss mit Rih fliehen, wobei Senitza versucht, die Verfolger abzulenken. In einem Felsental kann Kara Abu Seif gefangen nehmen und bringt ihn zum Lager von Scheich Maleks Stamm. Nachdem Halef als Dank für das heilige Wasser Hanneh zur Frau bekommen hat, wird Gericht über Abu Seif abgehalten, doch während der Verhandlung fallen Abu Seifs Kumpanen ein. Abu Seif gelingt die Flucht. Bei der Verfolgung durch Kara Ben Nemsi flieht Abu Seif in ein Sumpfgebiet, worin der Bösewicht während eines Säbelkampfes den Tod findet. Nach Abu Seifs Tod reiten Kara Ben Nemsi und Halef neuen Abenteuern entgegen.

## Hintergrund
Die Dreharbeiten der nur 18-köpfigen Crew begannen Mitte September 1935 in Ägypten. Die einzelnen Drehorte lagen 200 Kilometer und mehr um Kairo herum. Ende 1935 kehrte man nach Deutschland zurück und drehte in Berlin-Johannisthal die Atelieraufnahmen.
Die Uraufführung des Films war am 20. Februar 1936 im „Prinzeß“-Kino in Dresden. Eine Wiederaufführung fand im September 2003 anlässlich der Hannoverschen Medientage (Media 21) im dortigen Colosseum-Kino statt. Die Kopie wurde von der Friedrich-Wilhelm-Murnau-Stiftung zur Verfügung gestellt und umfasste 88 Minuten.
Bisher geplante Fernsehausstrahlungen beim Süddeutschen Rundfunk 1987 und bei ARTE 1997 wurden verworfen, weil man die Qualität als nicht ausreichend ansah. In den 1960er-Jahren gab es eine Ausschnittfassung des Films auf Super8-Film.

## Kritik
„Die langatmige Prosa ist zwar reich an Blumen der orientalischen Redekunst, doch arm an dramaturgisch verwertbarer Handlung. Daß der Film an Ort und Stelle aufgenommen wurde, hilft über die größte Langeweile hinweg. Ein sicherlich unbeabsichtigtes Kuriosum: Hadschi Halef Omar sächselt.“

## Medien

### DVD
- Im März 2011 erschien der Film mit einer Spielzeit von 85 Minuten in der Reihe “Schätze des deutschen Tonfilms” bei Koch Media.

### Soundtrack
- Wilder Westen – Heißer Orient. Karl-May-Filmmusik 1936–1968. Bear Family Records BCD 16413 HL – 8 CDs mit einem 192-seitigen Filmbuch